# Aspidaspis florenciae
Aspidaspis florenciae är en insektsart som först beskrevs av William Higgins Coleman 1903.  Aspidaspis florenciae ingår i släktet Aspidaspis och familjen pansarsköldlöss. Inga underarter finns listade i Catalogue of Life.